# میبل تالیافرو
مِیبِل تالیافرو (انگلیسی: Mabel Taliaferro؛ ۲۱ مهٔ ۱۸۸۷ – ۲۴ ژانویهٔ ۱۹۷۹) یک هنرپیشه اهل ایالات متحده آمریکا بود. وی بین سال‌های ۱۸۹۹ تا ۱۹۵۶ میلادی فعالیت می‌کرد.